# Apianthidium apiforme
Apianthidium apiforme is een vliesvleugelig insect uit de familie Megachilidae. De wetenschappelijke naam van de soort is voor het eerst geldig gepubliceerd in 1914 door Meade-Waldo.